# ティム・ジンネマン
ティム・ジンネマン（Tim Zinnemann、1940年4月15日 - ）は、アメリカ合衆国の映画プロデューサー。父は映画監督のフレッド・ジンネマン。

## 作品
- ストレート・タイム Straight Time （1978年） - 製作
- ジェリコ・マイル/獄中のランナー The Jericho Mile （1979年、テレビ映画） - 製作
- ロング・ライダーズ The Long Riders （1980年） - 製作
- テックス Tex （1982年） - 製作
- インパルス!暴走する脳 Impulse （1984年） - 製作
- 特捜刑事マイアミ・バイス Miami Vice（1985年） -監督1エピソード
- ファンダンゴ Fandango （1985年） - 製作
- クロスロード Crossroads （1986年） - 製作総指揮
- ライズ・オブ・ツインズ Lies of the Twins （1991年、テレビ映画） - 製作
- バトルランナー The Running Man （1987年） - 製作
- ストリートファイター Street Fighter （1994年） - 製作総指揮
- D.N.A./ドクター・モローの島 The Island of Dr.Moreau （1996年） - 製作総指揮